# Tony Kakko
Tony Kakko, född Toni Kristian Kakko 16 maj 1975 i Kemi i Finland, är sångare i det finska power metal-bandet Sonata Arctica. Han är upphovsman till de flesta låtarna samt bandets frontman.

## Biografi
År 1996 var Tony Kakko med och startade bandet "Tricky Beans" som senare bytte namn till Sonata Arctica. Han skriver de flesta låtarna för Sonata Arctica. Han både spelar keyboard och sjunger.
År 2007 skapade han albumet Unia och bytte spelstil åt det progressiva hållet men fortfarande power metal och väldigt melodiskt. Ett nytt album släpptes 2009, The Days of Grays.  2012 kom albumet Stones Grow Her Name, i albumet finns även en ny story "Wildfire part I - One With The Mountain" och "Wildfire part II - Wildfire Town, Population: 0", som är fortsättningar på låten "Wildfire" från albumet Reckoning Night 2004. 
Tony Kakko sjunger också i bandet Raskasta Joulua, ett heavy metal-band som spelar in julsånger med texter på finska. Dessutom sjunger han i supergruppen Northern Kings sedan 2007 tillsammans med Jarkko Ahola, Marco Hietala och Juha-Pekka Leppäluoto.